# Vedea, Teleorman
Vedea este satul de reședință al comunei cu același nume din județul Teleorman, Muntenia, România. Se află în partea de nord a județului, în Câmpia Găvanu-Burdea, pe malul stâng al râului Vedea. La recensământul din 2002 avea o populație de 695 locuitori.